# Johann August Schnittspahn
Johann August Schnittspahn (* 27. Mai 1763 in Darmstadt; † 20. September 1842 ebenda) war ein deutscher Hofgärtner.

## Leben
Johann August Schnittspahn entstammte einer Familie von Hofgärtnern. Sein Urgroßvater war Gärtner in Sachsenhausen. Der Großvater Balthasar war landgräflicher Gärtner im sogenannten Biengarten im Norden Darmstadts. Sein Vater Bernhard war Hofgärtner in Darmstadt zur Zeit der Herrschaft des Landgrafen Ludwig IX. (Hessen-Darmstadt) (1719–1790).
In Darmstadt wurde Johann August im Jahr 1763 geboren. Er war der erste Gärtner des ab 1814 im Schlossgraben des Darmstädter Schlosses befindlichen Botanischen Gartens, der auf Vorschlag von Johannes Hess angelegt wurde. 
Es wurde ihm anheimgestellt, „wenn eigene Dienstgeschäfte ihn abhalten sollten, ebenfalls seinen ihm als Gehülfen beigegeben Sohn dabei zu verwenden.“ (Ziegler 1977, S. 208). Hierbei handelte es sich um seinen ältesten Sohn Gottfried Schnittspahn (* 1790 † 20. Februar 1833). Gottfried Schnittspahn war zunächst Bauknecht zu Darmstadt und wurde am 12. Oktober 1822 Kanzleidiener und -anwärter bei der Oberbaudirektion.
Auch der jüngste Sohn Georg Friedrich Schnittspahn (* 1810, † 1865) wurde vom Vater als Gärtner ausgebildet. Er erhielt 1841 die Oberleitung des Botanischen Gartens und wurde 1849 als Nachfolger seines Bruders Gottfried zum Hofgartendirektor ernannt.